# 賽門回來了
〈賽門回來了〉（英語：Betty）是《探險活寶》第五季的第48集。在卡通頻道2014年2月24日播出。本集以阿寶和老皮為主角。在這一集裡，冰霸王被暴露在反魔法師星夜魔之後恢復成賽門，為了得到他的前未婚妻貝蒂，從阿寶、老皮和艾薇爾得到幫助。他成功把她接回來，但他開始衰老，使貝蒂自己打敗星夜魔。